# Rheinisches Fußartillerie-Regiment Nr. 8
Das Rheinische Fußartillerie-Regiment Nr. 8 wurde am 16. Juni 1864 gegründet. Durch Allerhöchste Kabinettsordre (A.K.O.) genehmigte König Wilhelm I. von Preußen die Reorganisation der preußischen Artillerie. Durch diese Neuorganisation wurden aus den bestehenden Artilleriebrigaden nun je ein Feld- und ein Festungs-Artillerie-Regiment gebildet.
Gemäß dieser Ordre wurde bei der Rheinischen Artillerie-Brigade Nr. 8 das Festungs-Artillerie-Regiment aus der bisherigen 1. und 2. Festungs-Artillerie-Abteilung in Koblenz formiert. Das so gebildete Regiment erhielt durch A.K.O. vom 12. August 1864 die Bezeichnung:
„Rheinisches Festungs-Artillerie-Regiment Nr. 8“.

## Geschichte

### Befreiungskriege 1812–1815
Die 1. Batterie entstand aus der Anfang des Jahres 1813 gebildeten 3-pfündigen Reserve-Batterie Nr. 1. Nach Napoleons Niederlage in Russland versuchten die Preussen (immer noch zwangsweise mit Frankreich verbündet), alles nicht an Plätze oder Festungen gebundene Material vor den nachdrängenden Russen zu retten. Deshalb erging an den Kommandeur von Graudenz, Major von Krausenek, der Befehl: „… alles, was an Geschützen und Fahrzeugen nicht zur Defensive der Festung Graudenz gehört und im Felde zu gebrauchen ist, … in Richtung auf Landsberg an der Warthe rückwärts zu transportieren …“ Dazu wird erstmals auch die oben genannte 1. Batterie mit „8 Kanons und 1 Munitions-Wagen“ gezählt.
Die 1. Batterie war die einzige, welche als 3-pfündige Einheit an den Befreiungskriegen teilnahm. Gewöhnlich wurden nur Geschütze größeren Kalibers zu Batterien vereinigt. Ihre erste Verwendung fand sie unter York, als sie zur Sicherung einer über die Elbe geschlagenen Brücke dem Oberst Valentini unterstellt wurde. Nachdem russische Einheiten diese Sicherungsaufgabe übernommen hatten, rückte die Batterie gegen Dessau vor. Anfang April wurde Alsleben besetzt und wiederum sicherte hier die Batterie eine Schiffsbrücke und den damit verbundenen Brückenkopf. Hier erhielten die beiden ersten Geschütze ihre Feuerteufe und schossen beim Abwehrgefecht am 13. April 2 Kugeln und 10 Kartätschen. Die halbe Batterie begleitete den weiteren Vormarsch Yorks über Zörbig und Schkeuditz. Unter v. Kleist wurde diese Hälfte dann Richtung Leipzig in Marsch gesetzt. Die andere Hälfte der Batterie nahm unter Lt. Junghans am 2. Mai an der Schlacht bei Großgörschen teil. Bei diesem Gefecht zeichnete sich Feuerwerker Senkler durch Umsicht und Kaltblütigkeit aus und bewahrte so die Halbbatterie vor ihrer möglichen Vernichtung.
Die Batterie nahm an etlichen weiteren Gefechten der Befreiungskriege teil. Besonders für die Leistungen bei der Schlacht bei Bautzen wurden alle beteiligten Offiziere für Auszeichnungen vorgeschlagen. Nach der Kapitulation und Abdankung Napoleons passierte die Batterie auf ihrem Rückmarsch in die Heimat am 20. Mai Namur. Hier präsentierte sie sich dem General der Infanterie von York. Dazu heißt es wörtlich: „… Seine Exzellenz, der kommandierende General der Infanterie von York beehrten sich, selbige bei sich vorbeimarschieren zu lassen. Die Pferde waren in einem guten Zustand …, die Mannschaften nach Möglichkeit propre, die Geschirre schwarz. Der Zug ging ununterbrochen durch die engen Straßen dieser Stadt, und Se. Exz. erteilten ihr sowohl in Absicht der Propretät der Menschen des guten Zustandes der Pferde als auch in Absicht der Ordnung, die in dem regelmäßigen Zug herrschte, die vollste Zufriedenheit.“
Nach der Flucht Napoleons von Elba 1815 begann man in Preußen, zunächst recht schleppend, mit der Mobilisierung einer Armee vom Niederrhein. Die 7-pfündige Haubitzbatterie Nr. 2 sollte in Wesel mobil gemacht werden. Die Anweisung vom 11. April gibt als Bedarf der Batterie 3 Offiziere, 10 Unteroffiziere, 12 Bombardiere, 2 Spielleute und 140 Mann Mannschaften an. Vom 31. Mai bis zum 1. Juni empfing die Batterie die fehlenden Pferde, am 2. Juni die fehlenden Mannschaften, darunter 16 Infanteristen. Nach diversen Übungen (Fahrübungen und Gefechtsexerzieren) rückte die Batterie am 12. Juni zum Kriegsschauplatz ab. Der Marsch ging über Jülich nach Aachen. Auf Befehl des Prinzen August sollte die Batterie dann aber wieder nach Jülich zurück. Unterwegs wurde sie vom Befehl des Gen. von Dobschütz gestoppt und nach Maastricht umgeleitet. Von dort ging es dann über Tongern, Varenne, Gembloux, und Charleroi nach Maubeuge, wo die Batterie am 26. Juni eintraf. Unter dem Befehl des Prinzen August von Preußen nahm sie hier an der Belagerung der beiden nördlichen Festungen teil. Hier übernahm die Batterie auch britisches Geschützmaterial (3-5½ zöllige Mortiers), welches auf Befehl Wellingtons dem II. Armeekorps zur Verfügung gestellt wurde. Die Batterie nahm unter anderen an folgenden Gefechten teil: Wegnahme von Marienburg am 27.7. und die Einnahme von Philippeville am 8.8. (Hier verfeuerte die Batterie 510 Granaten und wurde mit einer Parade vor dem Prinzen August am 10. August belohnt). Im Anschluss halfen einige Teile der Batterie bei der Beschießung und Besetzung der Festung Rocroy vom 15. bis zum 18. August. Hier endet die kriegerische Tätigkeit im Befreiungskrieg. Die Batterie verblieb zunächst in Philippeville und wurde dann über Dinant nach Blaimont und umgebende Dörfer verlegt. Am 16. November begann der Rückmarsch in die Heimat.
Die 2. Batterie wurde nach dem Kriege von 1815 durch A.K.O. vom 29. Februar 1816 durch Abgaben der 6-pfündigen Fußbatterie Nr. 36, der 12-pfündigen Fußbatterie Nr. 12, den Parkkolonnen 19, 22 und 23 und einer Handwerkskompanie neu aufgestellt. Sie wurde 1816 in Koblenz formiert und erhielt die Bezeichnung: „10. Fußkompagnie der 1. Rheinischen Artilleriebrigade“.

### 1816–1824

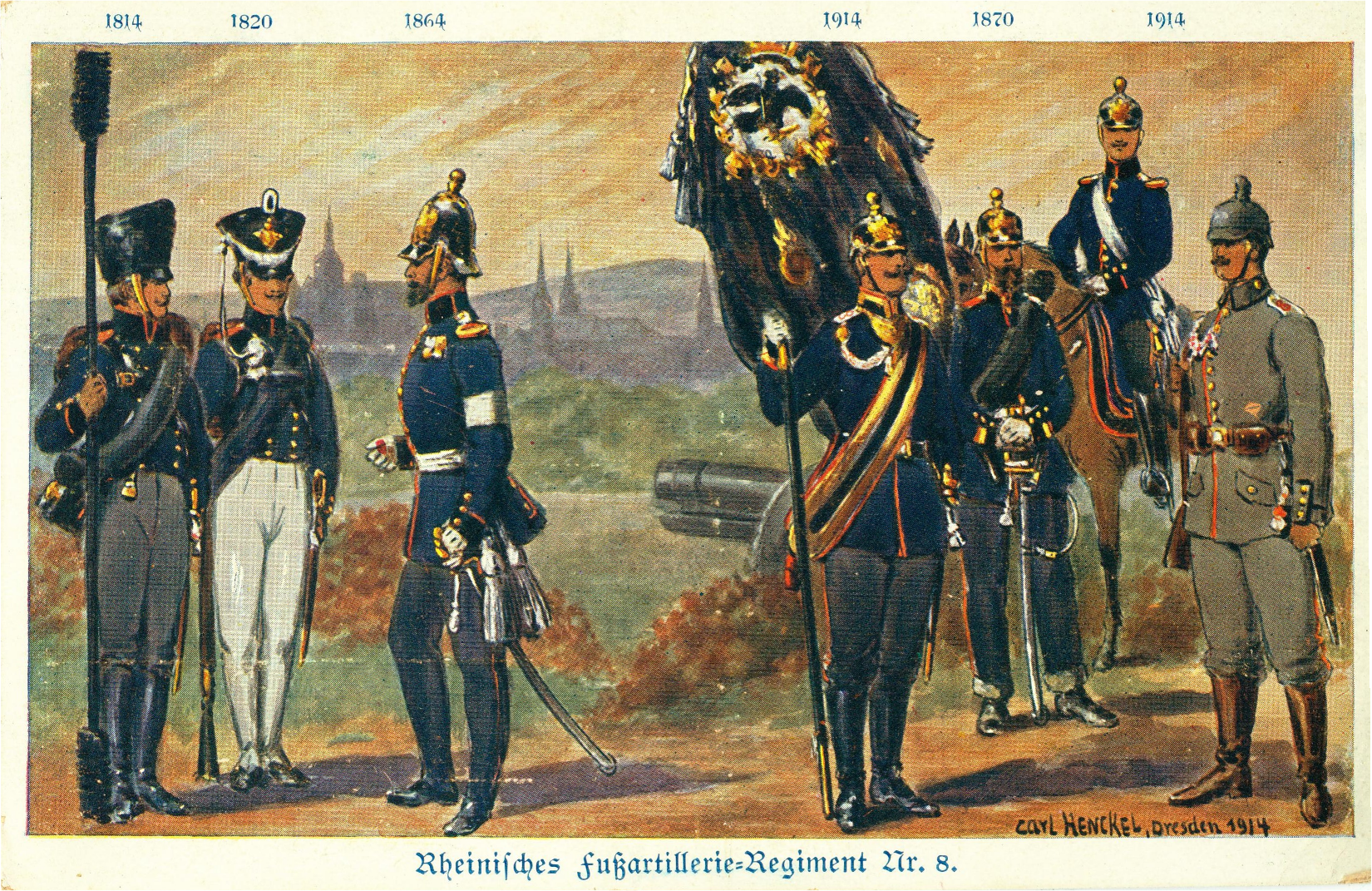
Preußische Fußartillerie 1814–1914

Nach der Demobilisierung 1816 wurde durch A.K.O. die gesamte preußische Armee neu geordnet. Analog zu den Garde- und Armeekorps wurde für jedes eine Artillerie-Brigade geschaffen. Der neue Name der Brigade „1. Rheinische Artillerie-Brigade“ wurde aber schon am 21. April 1816 durch A.K.O. in „8. Artillerie-Brigade (Rhein.)“ umgeändert. Die Brigade bestand zu diesem Zeitpunkt etatmäßig aus 3 Abteilungen. Die 3. Abteilung bildete später den Stamm für das erste Bataillon. Jede Kompanie verfügte etatmäßig über 1 Kapitain, 1 Premierleutnant, 2 Secondeleutnants, 1 Oberfeuerwerker, 1 Feldwebel, 1 Portepeefähnrich, 1 Kapitain d’armes, 6 Unteroffiziere, 16 Bombardiere, 10 Gefreite, 50 Kanoniere und 2 Trompeter. Die gesamte preußische Artillerie stand zu diesem Zeitpunkt unter dem Generalkommando des Prinzen August von Preußen. Am 26. Mai 1816 wurde der Brigade durch A.K.O. eine eigene Fahne überwiesen.
1824 wurden der Artillerie die bislang geführten Gewehre und Karabiner genommen.

### 1830–1832
Die Julirevolution in Paris und die daraus resultierenden Kämpfe in den Niederlanden sorgten dafür, dass die preußische Artillerie wiederum neu organisiert, verstärkt und zum Teil an die Westgrenzen verlegt wurde. So wurden die Artillerieeinheiten in den Festungen Mainz, Saarlouis und Luxemburg verstärkt. Durch A.K.O. wurde am 28. Mai 1832 bestimmt, dass die aufgestockte Friedensstärke von nun dauerhaft beizubehalten sei.

### 1842–1846
Das Jahr 1842 brachte einige Änderungen an der Uniformierung der Artilleristen. Durch A.K.O vom 23. Oktober wurde der Tschako, die Montierung und das Collet abgeschafft und dafür Helm, Waffenrock und Drillichjacke eingeführt. Der Helm führt bis 1844 noch die Spitze und wird dann durch die bis 1916 (~1918) gebräuchliche Kugel abgelöst. Ebenfalls durch A.K.O. wird 1846 der „große Adlerknopf“ für Sergeanten eingeführt.

### Die Revolution von 1848/49
Die 2. Batterie hieß 1848 4. Fußkompagnie des 8. Artillerie-Regiments und sollte zur Beruhigung bzw. nötigenfalls zur bewaffneten Niederschlagung der revolutionären Bewegung in Preußen an der Mosel beitragen. Dazu rückte sie am 28. März unter Hauptmann Jakobi ab. An seine Stelle trat am 1. August 1848 Hauptmann am Ende. An Geschützmaterial führte die Batterie sechs 6-pfündige Kanonen und zwei 7-pfündige Haubitzen. Ihr Marsch führte sie durch Eyweiler, Saarbrücken, Heusweiler, Merzig und Trier. Dabei kam es zu keinen kriegerischen Auseinandersetzungen. Nach über einem Jahr der Abwesenheit rückte die Batterie am 10. Mai 1849 wieder in Koblenz ein.
Am 6. Juni 1849 rückte die Batterie erneut aus, um an der Niederschlagung des Aufstandes in der bayerischen Pfalz und in Baden teilzunehmen. Am 12. Juni trat sie in Baumholder unter das Kommando des Generals von Niesewandt (3. Division des I. Armee-Korps).
Sämtliche Truppen in Süddeutschland waren zu diesem Zeitpunkt dem Prinzen Wilhelm von Preußen unterstellt. Der Marsch führte das I. Armee-Korps über Kaiserslautern auf die Festung Germersheim, wo am 20. Juni der Rhein überschritten wurde. Am 21. Juni feuerte die Batterie aus sechs Geschützen auf den Eisenbahnzug Heidelberg–Karlsruhe, welcher angeblich feindliches Artilleriematerial transportieren sollte. Der Zug wurde später bei Bruchsal gestellt und einige Treffer in Waggons und Radsätzen konnten der Batterie zugeordnet werden. Zwei Tage später, am 23. Juni 1849, nahm die Batterie am Gefecht bei Ubstadt teil. Nach dem Gefecht, wobei insgesamt 52 Schüsse der verschiedensten Kaliber abgefeuert wurden, ging die Batterie gegen Mitternacht in Stettfeld ins Quartier. Dies war die einzige aktive Teilnahme der Batterie an den Gefechten des Feldzuges in Baden. Am 25. Juni stand die dritte Division bei Durlach in Reserve; am 28. Juni im Gefecht bei Michelbach nahm die Batterie Stellung, um die zurückgehende Avantgarde der Division zu sichern, kam aber, da der Gegner nicht nachrückte, nicht zum Schuss.
Im weiteren Verlauf des Feldzuges zog die Batterie bis nach Wehr an der Schweizer Grenze. Am 29. Juli stand die Batterie, inzwischen von der 3. zur 1. Division gewechselt, in Freiburg vor dem Oberkommandierenden, dem Prinzen Wilhelm von Preußen, in Parade. Sie erhielt am 20. September den Befehl zum Rückmarsch und zur Demobilisation. Ebenfalls am 20. September erhielten der Batterie-Kommandeur am Ende die Schwerter zum Roten Adler-Orden 4. Klasse und Oberleutnant Döring den Roten Adler-Orden mit Schwertern. Am 22. September marschierte die Batterie mit klingendem Spiel in ihrer Garnison Koblenz ein.
Die 1. Batterie nahm während des Feldzuges 1849 lediglich an der Belagerung der Festung Rastatt teil. Dazu fuhr sie am 13. Juli mit einem Dampfschiff nach Mannheim und von Mannheim mit der Eisenbahn nach Rastatt. Hier wurden Feldbefestigungen und ein Geschützpark angelegt (21.–23. Juli). Allerdings kam es zu keiner Feuertätigkeit, weil Rastatt am 23. Juli kapitulierte. Die Batterie zog gegen Abend in die Festung ein und bezog Bürgerquartiere. Kurz darauf verlegte die Batterie wieder in die Garnison.

### 1858–1860
Durch A.K.O. vom 18. Februar 1858 genehmigte der König die Einführung der gezogenen Geschütze.
Die A.K.O. vom 20. April 1859 ordnete die Kriegsbereitschaft für das VIII. Armeekorps an, und die Ordre vom 29. April verfügte die Armierung der Rheinfestungen und der Aufstockung der Festungskompanien auf Kriegsstärke. Da es zu keiner kriegerischen Handlung kam, wurde durch A.K.O vom 28. Juli die Demobilmachung befohlen.
Durch den Prinzregenten von Preußen wurde das Heer neu organisiert. Durch A.K.O. wurde im Juni 1860 angeordnet, dass bei sämtlichen Artillerie-Regimentern eine 2. Festungs-Abteilung zu 4 Kompanien mit je 1000 Mann gebildet werden sollten. Wegen der Vermehrung der Abteilungen sollten die Regimenter wieder den Namen Artillerie-Brigaden führen.

### Krieg gegen Dänemark 1864
Der Befehl zur schleunigen Mobilmachung ging bei der 3. Kompanie am 3. April gegen Mittag ein. (Die Kompanie wechselte während dieses Krieges ihren Namen und hieß infolge einer A.K.O. vom 16. Juni 1864 3. Kompanie des Rheinischen Festungs-Artillerie-Regiments Nr. 8. Für diesen Artikel wird die bei Kriegsbeginn gültige Namenskonvention beibehalten). Zeitgleich kam der Befehl, dass Belagerungsgeschütze und Train bereits am 6. April nach dem Kriegsschauplatz abzugehen haben. Wegen dieser kurzen Zeitvorgabe konnte die Aufstockung der Kompanie nicht aus Reservisten gebildet werden. Und so griff man auf Stammeinheiten aus dem aktiven Dienststand der 1., 2. und 4. Kompanie. Die zur 3. Kompanie eingezogenen Reservisten ergänzten dann die fehlenden Einheiten der 1., 2. und 4. Kompanie. (Dies bedeutete, dass die 3. Kompanie besonders erfahren und kriegsstark zur Front abgehen konnte.) Kompaniechef war Hauptmann Rüstow. Am gleichen Tag ging Leutnant Ulffers zum Quartiermachen nach Hamburg voraus. Am 6. April verlegte die Kompanie wie befohlen mit der Eisenbahn von Koblenz nach Hamburg.
Dank der hervorragenden Organisation durch Lt. Ulffers und der beispielhaften Kommunikation zwischen ihm und Hauptm. Rüstow konnte die Kompanie bereits um 13 Uhr am 7. April vom Altonaer Bahnhof abfahren. Gegen 20 Uhr traf der Transport in Flensburg ein und wurde durch ein wartendes Infanteriekommando abgeladen. (Für den Abtransport waren 50 Artilleriegespanne und 650 zweispännige Landwagen bereitgestellt.)

#### Beschießung der Düppeler Schanzen
In der Nacht zum 11. April wurde die 2. Parallele zur Angriffsvorbereitung ausgehoben. Kommandeur sämtlicher Batterien des linken Flügels, zu der auch die 3. Kompanie gehörte, war Oberstleutnant Scherbening. Die Kompanie erhielt den Gefechtsauftrag auf dem linken Flügel zwei Strandbatterien zu errichten (Nr. 25 und Nr. 26 für je 4 gezogene 12-Pfünder). Ziel war die Bekämpfung der gegenüberliegenden dänischen Batterien. Der Bau kam gut voran, auch dank der Hilfe von 150 Infanteristen. Am Nachmittag des 12. April entdeckten die Dänen die Stellung und beschossen sie heftig. (Durch die Kjärtwig-Batterie, bestückt mit je vier glatten 12-Pfündern und 3 glatten 8-pfündigen Granatkanonen). Der Ausbau fand nun unter wirkungsvollem Feuer der dänischen Artillerie statt.
Im Anschluss besetzte die Kompanie dauerhaft diese Stellungen und gab dazu noch die Mannschaft für Batterie 23.
Um 5 Uhr morgens eröffneten die Batterien das Feuer auf die dänischen Stellungen. Die gezogenen preußischen Geschütze waren den (veralt.) glatten dänischen überlegen. Nach rund dreistündigen Kampf schwiegen die dänischen Kanonen und wiederum zwei Stunden später waren alle dänischen Scharten verschüttet. Das Feuer wurde nun gegen Arbeitertrupps und Baracken hinter Kjär umgeleitet.
(Generalfeldmarschall Wrangel war zu dieser Zeit in der Batterie anwesend und beschenkte den Kanonier Zeutzheim wg. besonders guten Richtens mit einem Goldstück.)
Am 14. April bestand die Batterie ein schweres Gefecht mit einer 4-pfündigen Feldbatterie. Dieser Batterie war es gelungen in der Morgendämmerung mit je zwei Halbbatterien abzuprotzen und gut gedeckt ein zielsicheres Flankenfeuer zu eröffnen. Es gelang relativ schnell ein Geschütz zu schwenken und das Feuer zu erwidern. Noch bevor die Mannschaftsdeckung mühevoll niedergelegt werden konnte, um ein zweites Geschütz Richtung dänischer Batterie zu schwenken, wurde ein Geschütz durch Volltreffer zerstört. Der tags zuvor beschenkte Kanonier Zeutzheim fand hierbei den Tod. Batterie 25 hatte bisher nicht zur Unterstützung der bedrängten Batterie gefeuert. Es stellte sich später heraus, dass der Batterie-Kommandeur Ulffers bereits zum Beginn des Gefechts verwundet und infolgedessen ohnmächtig geworden war.
Während ein einziges Geschütz die Feuertätigkeit aufrechterhielt, wurde versucht eine weitere Bresche für ein zweites Geschütz zu graben. Zwischenzeitlich hatte das feuernde Geschütz eine Ladehemmung, nach der Beseitigung der Hemmung ging langsam die Munition zur Neige, so dass Sergeant Stuckert mehrfach unter erheblicher Gefahr Munition für das Geschütz heranschleppen musste.
Kanonier Klaß wurde am Geschütz tödlich getroffen und der Gefreite Lippmann schwer verletzt.
Nachdem Hauptmann Rüstow selbst in der Batterie 25 eingetroffen war und zwei Geschütze schwenken und auf die Dänen feuern ließ, entspannte sich die Situation merklich.
Da nun auch in Batterie 26 ein weiteres Geschütz den Kampf aufnahm, war die Lage nicht mehr bedrohlich. Allerdings hatte die Batterie die Hälfte der Geschütze verloren und Tote und Verwundete unter den Mannschaften verkraften müssen.
Der Oberkommandierende der Artillerie vor Düppel, Generalleutnant von Hindersin, traf zu dieser Zeit in der Batterie ein und beorderte Feldbatterien zur Unterstützung hinzu.
Zwei weitere dänische Versuche, die Batterie mit Feldgeschützen zu bedrängen, wurden abgewiesen, ohne dass die Batterie dabei Schaden genommen hatte.

#### Sturm auf die Düppeler Schanzen – 18. April 1864

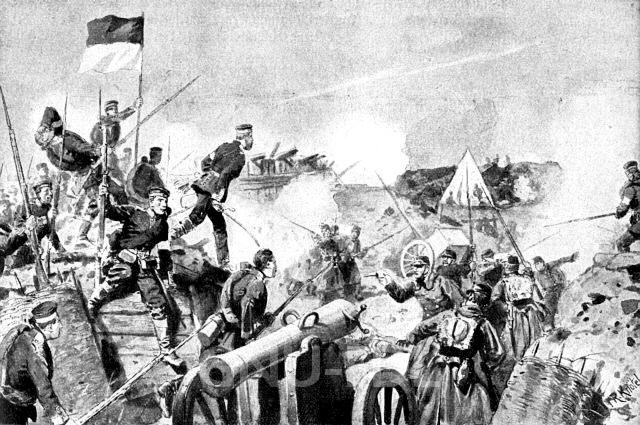
Sturm auf die Düppeler Schanzen

Am 17. April wurden durch Parolebefehl 4 Unteroffiziere und 20 Mann als Freiwillige von der Kompanie zum Sturm auf die Schanzen gefordert. Die Teilnehmer wurden unter Leutnant Polmann von der westfälischen Artillerie-Brigade 7 der Sturmkolonne 2 zugewiesen. Am Tag des Sturmes hatte jede Batterie einen genauen Feuerbefehl. Für die 25. und 26. lautete er wörtlich: „... Die Ziele, die beschossen werden sollen, sind folgende: ... 5. Batterien Nr. 25 und 26: Die Batterien auf Alsen, die mit Geschützen armiert sind, vorzugsweise auf große Flankenbatterie nördlich von Sonderburg. 6. Die Batterien Nr. 26 und 27: Die Werke, die sie sehen können und eventuell Schiffe, die in den Alsen-Sund einlaufen wollen. Die ad 5 und 6 genannten Batterien müssen vorzugsweise ihr Augenmerk darauf richten, dass sie den eventuell übersetzenden Truppen genügenden Schutz gewähren. Hierin werden sie unterstützt durch die der Brigade v. Goeben zuteilten Feld-Batterien...“
Die Aufgabe der freiwilligen Artilleristen hätte im Herumdrehen und Bedienen möglicherweise funktionstüchtiger dänische Geschütze bestehen sollen. Allerdings waren alle vorgefundenen Kanonen durch den dänischen Leutnant Anker unbrauchbar gemacht worden. Immerhin konnte ein Artillerist einen Dänen daran hindern, die zuvor eroberte Pulverkammer mittels Stein und Schwamm in die Luft zu sprengen.
Nach dem erfolgreichen Sturm auf die Schanzen wurde die Kompanie zum Bau von Strandbatterien herangezogen. Sie beteiligte sich unter Hauptmann Rüstow ebenfalls an einem Gefecht mit dem Panzerschiff „Rolf Krake“. Doch waren die Geschosse der 12- und 24-Pfünder nicht in der Lage, die Decks dieses Panzerschiffs zu durchschlagen.
Die Kompanie war vom 4. April bis zum 5. November mobil und hatte an den wichtigsten Ereignissen des Krieges, Erstürmung der Düppeler Schanzen und Übergang nach Alsen, teilgenommen. An Ehrungen erhielt sie 3 Rote Adler-Orden 4. Klasse mit Schwertern, 1 Militär-Ehrenzeichen 1. Klasse, 8 Militär-Ehrenzeichen 2. Klasse, 1 allgemeines Ehrenzeichen und 1 österreichische Tapferkeits-Medaille 2. Klasse. Außerdem wurde die Fahne am 18. April 1865, dem Gedenktag des Düppelsturmes, in Koblenz durch das Fahnenband der Kriegsdenkmünze bzw. des Düppeler-Sturm-Kreuzes (mit silbernen Quasten) geschmückt.

### Deutscher Krieg – 1866
Das 8. Rheinische Fußartillerie-Regiment nahm mit Ausnahme der 1. Kompanie am Deutschen Krieg nicht teil. Zwar wurde es wie fast alle preußischen Truppen mobil gemacht, besetzte aber weisungsgemäß nur die preußischen Festungen. Die 4. und die 7. Kompanie sollten mit einem Teil des 7. Regiments auf Weisung des Großen Hauptquartiers nach Jüterbog verlegen und ggf. zu einem Angriff auf eine befestigte Stellung oder Festung in Böhmen herangezogen werden. Die Artilleristen mit ihrem Train verblieben jedoch vom 31. Juli bis zum 24. September in Dresden und wurden an diesem Tage durch kriegsministerielle Verfügung vom 3. September demobilisiert. Am 26. September trafen sie wieder in ihrer Garnison Koblenz ein und wurden auf Friedensstärke reduziert.

### 1866–1867
Das Regiment wurde wieder einmal umstrukturiert. In Friedensstärke sollte das Regiment zukünftig aus 10 Kompanien gebildet werden. Die 9. und die 10. Kompanie wurden nicht aufgelöst, erstere trat zur I., letztere zur II. Abteilung; beide verblieben in Koblenz. Am 5. November wurde die II. Abteilung ohne 8. Kompanie nach Luxemburg verlegt. Am 2. September kam sie, da die Festung Luxemburg geräumt wurde, nach Saarlouis.
Infolge A.K.O. vom 25. September 1867 wurden am 1. März 1868 die 9. und die 10. Kompanie zur Aufstellung der Hannoverschen Festungsartillerie-Abteilung Nr. 10 abgegeben. Gleichzeitig verlegte die 8. Kompanie von Saarlouis nach Koblenz.

### Krieg gegen Frankreich 1870/71
Beim Vormarsch auf Paris erging aus dem Großen Hauptquartier unter Moltke der Befehl am 8. September, dass ein starker Belagerungstrain für die Einnahme von Paris zusammenzustellen sei. Da der eigentliche Belagerungstrain aber schon für die Belagerung von Straßburg verwendet wurde, ging man daran in aller Eile einen neuen Train aus Festungsmaterial zusammenzustellen.
Paris verfügte zu Beginn der Belagerung über rund 2000 Geschütze aller Kaliber (und aller Altersstufen. Zum Teil fanden Kanonen aus der Zeit der französischen Revolution bei der Verteidigung von Paris erneute Verwendung.) Da die franz. Marine kaum eine Rolle im Krieg 70/71 spielte, wurden französische Marinesoldaten samt ihrem Geschützmaterial zur Verteidigung herangezogen. Der Zuwachs an Geschützen betrug incl. von rund 200 von Festungen herangeschafften Kanonen nun ca. 2600. Dazu kamen rund 14000 zum Teil sehr gut ausgebildete Marinesoldaten und -artilleristen.
Das Heranschaffen des Geschützparks erfolgte deutscherseits sehr langsam. Ursache dafür waren unter anderem die Sprengung des Tunnels bei Nanteuil-sur-Marne (was einen rund 90 km langen Landmarsch des Trains zur Folge hatte). Allerdings versprach sich das Große Hauptquartier auch keinen großen Erfolg von der Wirkung der Belagerungsgeschütze. Dies hatte zur Folge, dass Paris sich gut auf die Verteidigung vorbereiten konnte und zum Teil begann aus den befestigten Stellungen Angriffe auf die deutschen Linien zu unternehmen. Erst ein Befehl des Königs forcierte die Verlegung der Belagerungsartillerie und so konnte das Feuer der schweren Belagerungsartillerie Ende Dezember an der Ostfront und Anfang Januar an der Südfront von Paris eröffnet werden.
Vom 8. Rheinischen Fußartillerie-Regiment nahmen durch kriegsministerielle Verfügung vom 25. September die mobilgemachten Kompanien 2, 4 und 5 unter Major Metting (Abteilungsstab II) an der Belagerung von Paris teil. Zugewiesener Standort war die Südfront von Paris. Mit der Leitung des artilleristischen Angriffs war zunächst Oberst von Rieff beauftragt.
Ziel der Batterien war das Fort Montrouge, es war bastioniert gebaut und hatte die Form eines fast regelmäßigen Vierecks. Das Fort stammte aus den 40er Jahren und trug den neuen gezogenen Geschützen und besonders den Brisanzgranaten noch keine Rechnung. Aus diesem Grund armierten die französischen Verteidiger die Festung mit gedeckten Zugängen, Sandsackvorbauten und zusätzlichen Geschützen der Marine (fünf 15-cm-Kanonen, neun 12-cm-Kanonen, acht 16-cm-Marinekanonen, sechs schwere Mörser und 28 glatte Geschütze.) Besetzt war das Fort zu fast hundert Prozent mit Marinesoldaten, die sämtlich eine Ausbildung am Geschütz besaßen; insgesamt 1323 Mann.
Die Beschießung begann für die 11., 12. und 15. Batterie am 4. Januar. Der Erfolg war wegen des schlechten Wetters und der daraus resultierenden mangelhaften Beobachtung der Einschläge nur ein mäßiger. Allerdings schossen sich nun die Verteidiger auf die Belagerungsbatterien ein. Dies schaffte etwas Luft für die Belagerungstruppen, die unter dem französischen Abwehrfeuer bisher sehr zu leiden gehabt hatten. Zahlenmäßig waren die Franzosen mit ihrem Geschützmaterial etwa 2:1 überlegen.
Ab dem 6. Januar lag das Feuer der 15. Batterie ziemlich gut im Ziel, auch dank eines Hilfsbeobachtungspostens vor Bagneux. So gelang es zumindest zeitweilig, einzelne Geschütze der Franzosen zum Schweigen zu bringen. Aber auch die Verteidiger schossen sich ein und so gab es am 6.1. auch viele Tote und Verwundete unter den Angehörigen des FAR 8. Am 7. Januar gelang es der Batterie 11 eine Pulverexplosion im Fort Montrouge hervorzurufen. Durch das Feuer der 15. Batterie wurde die westliche Kaserne des Forts in Brand gesetzt.
In der Nacht vom 26./27. Januar stellten die Batterien wegen des Waffenstillstandes das Feuer ein. Am 2. Februar konnten die Artilleristen die Wirkung ihres Feuers in der Festung Montrouge besichtigen, aber auch, wie gut die franz. Marinesoldaten die Schäden behelfsmäßig ausgebessert hatten. Am 3. März sollten Teile der Batterie, besonders auch dekorierte Offiziere, an der Parade vor Kaiser Wilhelm I. teilnehmen und danach in Paris einziehen. Da allerdings der Friede am 2. März endgültig geschlossen wurde, paradierten die abgestellten Einheiten vor dem Kaiser auf dem Longchamps im Bois de Boulogne und kehrten anschließend wieder in ihre Quartiere zurück. Nach dem Friedensschluss begann die Batterie sofort mit der Demontage der gegen die Stadt aufgestellten schweren Geschütze und mit dem Transport derselben und der erbeuteten französischen Geschütze in die Heimat. Die erste der Kompanien kam am 27. März in Koblenz an und wurde dort feierlich vom Kommandeur der immobilen Artillerie, Oberst von Seel, in Empfang genommen. Anschließend bezogen sie wieder ihr altes Quartier in der Münzkaserne. Der Tag des Eintreffens, der 27.3., wurde als Tag der Demobilmachung bestimmt. Als Zweite rückte die 5. Kompanie wieder in ihre alte Garnison ein. Am 20. März wurde das Belagerungsregiment vor Paris aufgelöst und die 4. und 13. Kompanie bestiegen den Zug zur Heimfahrt.
Die 7. Kompanie kämpfte erfolgreich bei der Schlacht um Sedan mit; vor Verdun kämpfte unter Hauptmann Spohr eine Abteilung der 7. Kompanie des Regiments zusammen mit dem Festungs-Artillerie-Regiment 11. Dieselben nahmen im Anschluss an der Belagerung von Diedenhofen teil. Danach wurden sie zur Unterstützung der Wegnahme von Montmédy abkommandiert und gehörten zur rechten Gruppe der Bombardementsabteilung, noch immer unter dem Kommando von Hautmann Spohr. Direkt nach der Eroberung von Montmédy wurde die Einheit wieder abgezogen und verlegte zur Belagerung von Mézières. Mit der Eroberung dieser Festung und dem siegreichen Einzug der Artilleristen im völlig zerstörten Mézières endete für diese Kompanie die kriegerische Tätigkeit im Krieg 70/71.

### 1874

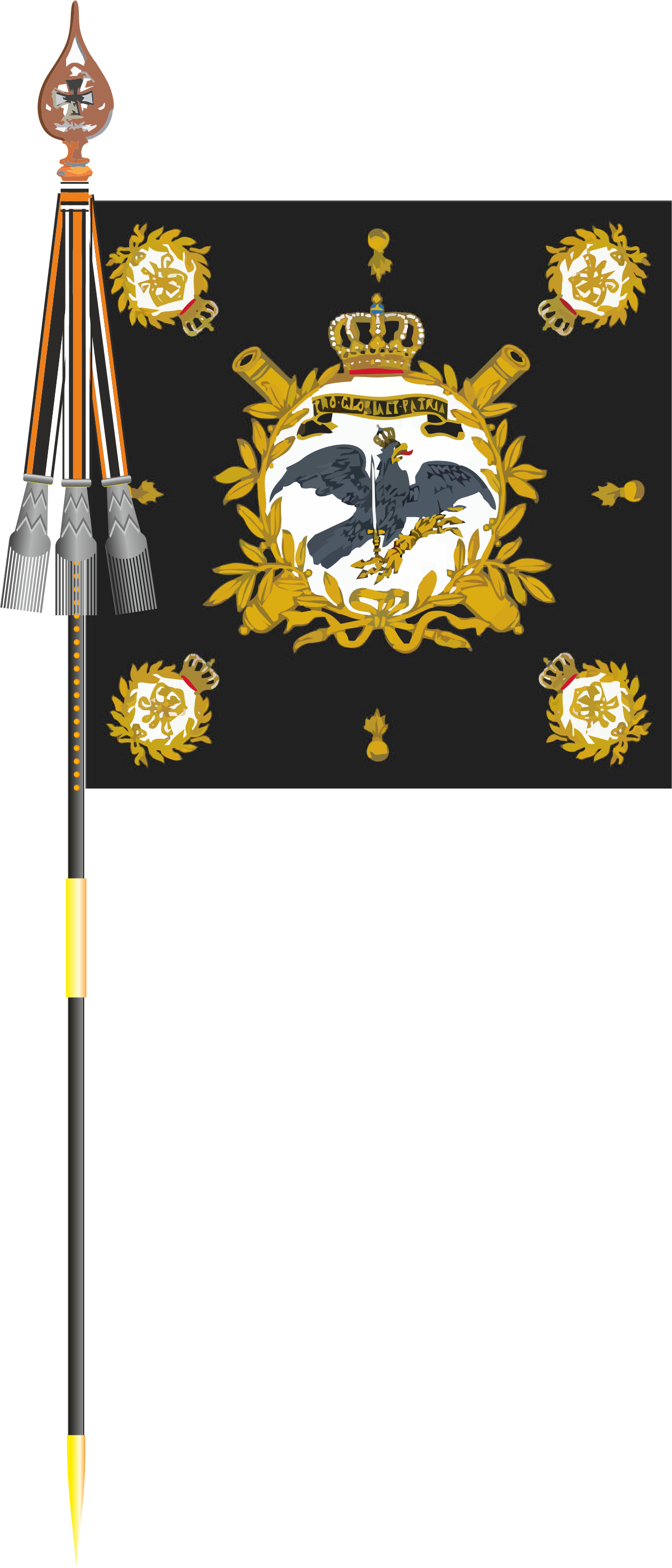
Fahne des 8. Fußa.-Regiments. Fahnenspitze mit Eisernem Kreuz nach 1871.

Durch A.K.O. vom 7. Mai wurde die provisorisch eingeführte Trennung der Feld- und Fußartillerie-Offizierskorps definitiv genehmigt. Das Regiment Nr. 8 trat unter die 4. Fußartillerie-Brigade, die ihren Sitz in Metz fand. Dazu gehörten noch das Königlich-sächsische Regiment Nr. 12, das Fußartillerieregiment Nr. 15 und das Badische Bataillon Nr. 14.
Die Fußartillerie erhält die weißen Achselklappen.

### 1876
Die Fußartillerie wird mit der Jägerbüchse 71 und dem Artillerie-Seitengewehr 71 ausgerüstet.

### 1877
Am 7. Mai nahmen Teile des II. Bataillons an der Parade vor dem Kaiser in Metz teil. Durch A.K.O. vom 26. Mai wurden dann der Regimentsstab und das I. Bataillon von Koblenz nach Metz verlegt. Von dieser Zeit galt auch für das I. Bataillon der erhöhte Etat von 143 Köpfen.

### 1881
Die 8. Batterie wurde durch A.K.O. vom 23. März an das neuformierte Regiment Nr. 11 abgegeben. Die Batterie wurde bis zum 11. April neu aufgestellt.

### 1891
Durch A.K.O. vom 28. März wurde die Bildung von Bespannungs-Abteilungen für die Fußartillerie befohlen.
Die Jägerbüchse 71 wird durch A.K.O. vom 25. März durch den Karabiner 1888 ersetzt, der die Bezeichnung „Gewehr 91“ erhält.

### 1893
Das Regiment stellt eine Kompanie für das am 1. Oktober 1893 neu aufgestellte Badische Fußartillerieregiment Nr. 14 ab. Zusammen mit zwei Kompanien des Niederrheinischen Fußartillerieregiment Nr. 10 (je eine aus Hannover und Straßburg) bilden diese drei Kompanien zusammen mit dem Badischen Fußartilleriebataillon Nr. 14 die Stammeinheit des neuen Regimentes mit Standort in Straßburg.

### 1900

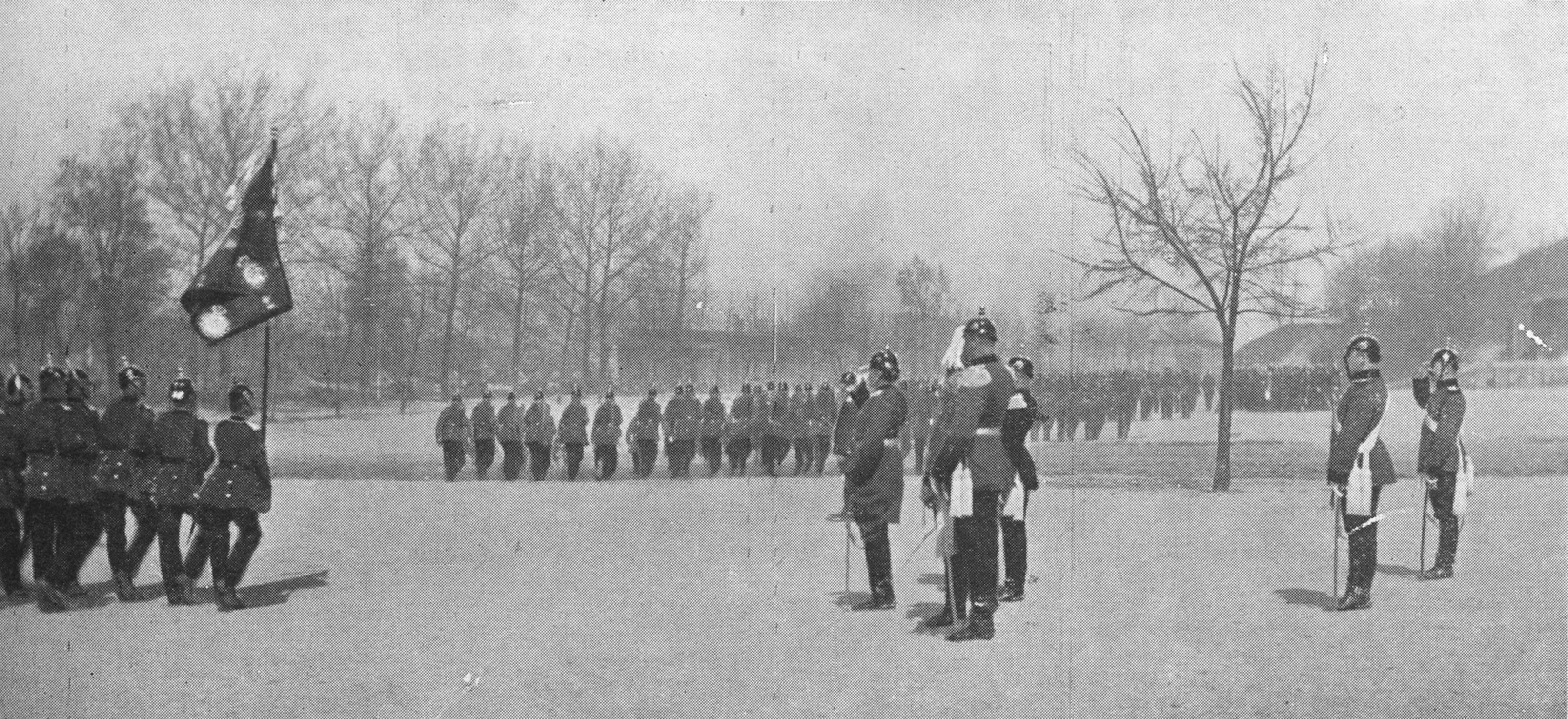
Fahnenübergabe am 22. April 1900 im Hof des Fort Steinmetz bei Metz

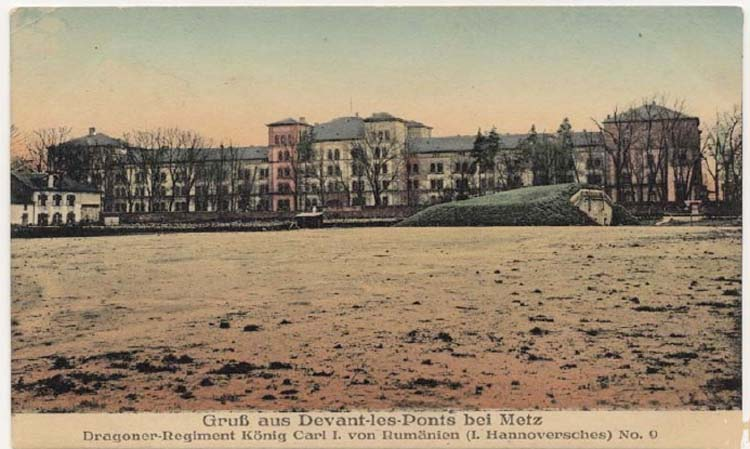
La Ronde Kaserne in Metz. Hier waren Teile des Regiments untergebracht

Am 27. Januar (dem Geburtstag Kaiser Wilhelms II.) wurde dem Regiment eine eigene Fahne verliehen. (Bis zu diesem Zeitpunkt „teilten“ sich Feld- und Fußartillerie die Regiments- bzw. Bataillonsfahne). Hervorzuheben ist, dass der neuen Fahne ebenfalls die Fahnenbänder der bisherigen Fahne belassen wurde.
Eine Abordnung des Regiments nahm am Boxeraufstand teil. Die Artilleristen wurden in keine Kampfhandlungen verwickelt und erlitten auch keine Verluste.

### 1903
Im Jahr 1903 nahm das Regiment an einer Parade vor Kaiser Wilhelm II. in Freskathy teil. Zum allererstenmal überhaupt marschierte hier eine schwere Feldhaubitzbatterie im Trab am Kaiser vorbei.

### 1914
Im Juni 1914 feiert das Regiment in seiner Friedensgarnison Metz sein fünfzigjähriges Bestehen.

### Erster Weltkrieg
Der Gefechtskalender des Fußartillerie-Regiments Nr. 8 verzeichnet für den Ersten Weltkrieg u. a. folgende Schlachten.
- 1./Fußa. 8/Mun.-Kolonne I

September 1914: Gefechte bei Pont-à-Mousson
März 1916 bis September 1916: Schlacht um Verdun (Avocourt, Rabenwald, Bethincourt, Toter Mann, Höhe 304 und Cumieres)
September 1916 bis November 1916: Sommeschlacht (bis März 1917: Stellungskämpfe an der Somme)
April bis Mai 1917: Schlacht bei Arras
Juli 1917: Stellungskämpfe bei Artois
Oktober 1917: Schlacht in Flandern
Dezember 1917: Stellungskämpfe bei Artois, Angriffsschlacht bei Cambrai
März 1918: Schlacht bei Bapaume
März 1918 bis April 1918: Große Schlacht in Frankreich
Juli 1918 bis November 1918: Kämpfe um Noyon, Montdidier, Avre; Abwehrschlacht in Flandern
- 2./Fußa. 8

November 1914: Stellungskämpfe im Abschnitt IV Metz (Südstellung)
März 1916 bis September 1916: Schlacht um Verdun
September 1916 bis November 1916: Sommeschlacht (bis März 1917: Stellungskämpfe an der Somme)
März 1918: Schlacht bei Bapaume
Mai 1918 bis Juli 1918: Ruhe hinter 17. Armee
ab Juli 1918: Stellungs- und Rückzugskämpfe in Flandern
- 3./Fußa. 8

März 1916 bis September 1916: Schlacht um Verdun
September 1916 bis November 1916: Schlacht an der Somme
November 1916 bis März 1917: Stellungskämpfe an der Somme
April 1917 bis Mai 1917: Frühjahrsschlacht bei Arras
Mai 1917 bis Juli 1917: Stellungskämpfe im Artois
Juli 1917 bis Oktober 1917: Schlacht in Flandern
November 1917 bis Januar 1918: Stellungskämpfe im Artois
März 1918 bis April 1918: Große Schlacht in Frankreich
April 1918 bis Mai 1918: Kämpfe zwischen Arras und Albert
Mai 1918 bis Juni 1918: Angriffsschlacht zwischen Noyon und Montdidier
Juli 1918 bis September 1918: Stellungskämpfe in Flandern
September 1918 bis November 1918: Abwehrschlacht in Flandern
- 4./Fußa. 8

Oktober 1914: Kämpfe bei Harville-Mazeray
November 1914 bis Januar 1916: Stellungskämpfe im Südabschnitt (IV) Festung Metz
- 5./Fußa 8 (= 3./Fußa. Btl. 74)

Oktober 1916 bis März 1917: Stellungskämpfe vor Verdun
März 1917 bis April 1917: Stellungskämpfe in der Champagne
April 1917 bis Mai 1917: Doppelschlacht Aisne-Champagne
Mai 1917 bis September 1917: Stellungskämpfe bei Reims
Oktober 1917: Stellungskämpfe am Chemin des Dames
Oktober 1917 bis November 1917: Nachhutkämpfe an und südl. der Ailette
November 1917: Stellungskämpfe nördlich der Ailette
April 1918: Stellungskämpfe vor Verdun
April 1918: Stellungskämpfe in Flandern
April 1918: Schlacht um den Kemmel
April 1918 bis September 1918: Stellungskrieg in Flandern
September 1918 bis November 1918: Abwehrschlacht in Flandern
- 6./Fußa. 8

September 1914: Kämpfe um Nancy
September 1914: Kämpfe zwischen Maas und Mosel
September 1914: Zweite Erstürmung der Maashöhen
September 1914: Gefecht bei les Esparges
November 1914: Gefecht bei Chauvoncourt
Juni 1915: Kämpfe bei Combres und an der Grande Tranchée de Calonne
Februar 1916: Schlacht bei Verdun, Gefecht bei Fresnes und Champlon
März 1916: Schlacht bei Verdun und Erstürmung von Fresnes
Februar 1917 bis Oktober 1917: Kämpfe auf den Maashöhen und bei Combres, sowie an der Grande Tranchée de Calonne
November 1917: Tankschlacht bei Cambrai
November 1917 bis Dezember 1917: Angriffsschlacht bei Cambrai
Dezember 1917 bis Januar 1918: Kämpfe in der Siegfriedstellung
März 1918: Kämpfe in der Siegfriedstellung, Vorbereitung der Großen Schlacht in Frankreich
März 1918: Große Schlacht in Frankreich
März 1918: Durchbruch bei Gouzeaucourt und Vermand
März 1918: Verfolgungskämpfe im Sommegebiet
März 1918: Stellungskämpfe im Artois
April 1918: Verfolgungskämpfe in franz. Flandern
April 1918: Schlacht bei Armentières
September 1918: Stellungskrieg in Flandern
September 1918 bis November 1918: Abwehrschlacht in Flandern
- 7./Fußa. 8

September 1914: Schlacht in Lothringen
September 1914: Schlacht bei Nancy-Epinal
September 1914 bis Oktober 1914: Belagerung von Antwerpen
Oktober 1914: Schlacht an der Yser
November 1914: Kämpfe in der Südstellung um Metz
Dezember 1914: Stellungskämpfe in der Champagne und westl. der Argonnen
Dezember 1914 bis September 1916: Stellungskämpfe an der Yser
September 1916 bis August 1917: Stellungskämpfe vor Verdun
August 1917 bis Oktober 1917 Abwehrschlacht vor Verdun
November 1917 bis Dezember 1917: Schlacht in Flandern und bei Armentières
April 1918 bis August 1918: Stellungskämpfe in Flandern
August 1918 bis September 1918: Kämpfe an der Front Ypern – La Bassée
September 1918: Abwehrschlacht in Flandern
- 8./Fußa. 8

August 1914: Kämpfe in der Südstellung von Metz
September 1914: Kämpfe um Nancy
Oktober 1914: Kämpfe um Flirey
Oktober 1914 bis Januar 1915: Kämpfe im Bois Brulé
Januar 1915 bis Dezember 1915: Kämpfe um die Höhen von Apremont
April 1915: Kämpfe um Flirey
Juni 1916  bis Juli 1916: Kämpfe im Priesterwald
Dezember 1915 bis April 1916: Kämpfe um Apremont und Villy
April 1916 bis September 1916: Kämpfe zwischen Maas und Mosel
September 1916: Kämpfe im Pristerwald
September 1916 bis Mai 1917: Kämpfe zwischen Maas und Mosel, auf den Maashöhen, St. Mihiel und Spada
Juni 1917: Kämpfe um Flirey
Juni 1917 bis Oktober 1917: Kämpfe zwischen Maas und Mosel, auf den Maashöhen, St. Mihiel und Spada
November 1917: Schlacht in Flandern
Dezember 1917 bis April 1918: Stellungskampf in Flandern
April 1918: Schlacht um den Kemmel
April 1918 bis August 1918: Stellungskrieg in Flandern
August 1918 bis September 1918: Kämpfe an der Front Ypern – La Bassée
September 1918: Abwehrschlacht in Flandern
- 9./Fußa. 8

März 1916 bis Juli 1916: Schlacht um Verdun
Juli 1916 bis November 1916: Schlacht an der Somme
November 1916 bis Februar 1917: Stellungskämpfe an der Somme
Februar 1917 bis April 1917: Kämpfe an der Aisne
April 1917 bis Mai 1917: Doppelschlacht Aisne-Champagne
Mai 1917 bis Juni 1917: Stellungskämpfe bei Reims
Juni 1917 bis Oktober 1917: Stellungskämpfe am Chemin des Dames
August 1917: Gefecht westl. Hurtebise Fe.
Oktober 1917 bis November 1917: Nachhutkämpfe an der südl. Ailette
November 1917: Stellungskämpfe an der Ailette
Dezember 1917 bis Mai 1918: Stellungskämpfe nördl. der Ailette
Mai 1918 bis Juni 1918: Schlacht bei Soissons und Reims
Mai 1918: Erstürmung der Höhen des Chemin des Dames
Mai 1918 bis Juni 1918: Verfolgungskämpfe zwischen Oise und Aisne über d. Vesle bis zur Marne
Juni 1918 bis Juli 1918: Stellungskämpfe zwischen Oise und Marne
Juli 1918: Angriffsschlacht an der Marne und in der Champagne
Juli 1918: Abwehrschlacht zwischen Soissons und Reims
Juli 1918 bis August 1918: bewegl. Abwehrschlacht zwischen Marne und Vesle
August 1918: Stellungskämpfe bei Reims
Oktober 1918 bis November 1918: Abwehrschlacht in Flandern
- 10./Fußa. 8

März 1916 bis Juli 1916: Schlacht um Verdun
Juli 1916 bis November 1916: Schlacht an der Somme
November 1916 bis Februar 1917: Stellungskämpfe an der Somme
Februar 1917 bis April 1917: Kämpfe an der Aisne
April 1917 bis Mai 1917: Doppelschlacht Aisne-Champagne
Mai 1917 bis Juni 1917: Stellungskämpfe bei Reims
Juni 1917 bis Oktober 1917: Stellungskämpfe am Chemin des Dames
August 1917: Gefecht westl. Hurtebise Fe.
Oktober 1917: Stellungskämpfe am Chemin des Dames
Oktober 1917: Gefecht bei Chavignon
Oktober 1917 bis November 1917: Nachhutkämpfe an der südl. Ailette
November 1917: Stellungskämpfe an der Ailette
Dezember 1917 bis Mai 1918: Stellungskämpfe nördl. der Ailette
März 1918 bis April 1918: Durchbruchsschlacht bei La Fère – St. Quentin – Cambrai
Mai 1918: Stellungskämpfe am Chemin des Dames
Teile des II. Bataillons des Fußartillerie-Regiments Nr. 8 waren mit zwei 15 cm Kanonen bei der Belagerung von Antwerpen eingesetzt. (Divisionsartillerie 6. Reservedivision)
Im Ersten Weltkrieg kämpften ebenfalls Einheiten des Reserve-Fußartillerie-Regiments Nr. 8 (1. bis 8. Batterie). Das Res.Fußa. 8 wurde dabei hauptsächlich an der Ostfront eingesetzt. Bemerkenswert ist die Teilnahme der 1./Res.Fußa. 8 an den Gefechten um Gallipoli im Dezember 1915.
Teile des I. Bataillons des Reserve-Fußartillerie-Regiments Nr. 8 waren mit zwei 10 cm Kanonen M04 bei der Belagerung von Antwerpen eingesetzt. (Divisionsartillerie 6. Reservedivision)
Ebenfalls aktiv im Dienst standen Einheiten des I. und II. Fußa. 8 Landwehr-Bataillons (später Landwehr 70).
Einheiten des Fußartillerie-Regimentes Nr. 8 kämpften und dienten ebenfalls unter dem Kommando von:
- Arko (Artilleriekommando) 117
- Fußa. Regts.-Stab 116
- Fußa. Regts.-Stab 219
- Fußa. Regts.-Stab 225
- 1./Fußa. Regt. Nr. 26
- 9./Fußa. Regt. Nr. 26
- Fußa. Btl. 28 (später I./28)
- Fußa. Btl. 32
- Fußa. Btl. 45
- Fußa. Btl. 74
- Fußa. Btl. 137
- Fußa. Battr. 205 (später 1./74)
- Fußa. Battr. 206 (später 2./74)
- Fußa. Battr. 207 (später 1./73)
- Fußa. Battr. 208 (später 2./73)
- Fußa. Battr. 280
- Fußa. Battr. 281
- Fußa. Battr. 286
- Fußa. Battr. 295
- Fußa. Battr. 378
- Fußa. Battr. 379
- Fußa. Battr. 402
- Fußa. Battr. 403
- Fußa. Battr. 404
- Fußa. Battr. 405
- Fußa. Battr. 402
- Fußa. Battr. 414
- Fußa. Battr. 417
- Fußa. Battr. 419
- Fußa. Battr. 421
- Fußa. Battr. 472
- Fußa. Battr. 484 (Artilleristen dieser Batterie waren bei der Erstürmung des Forts Douaumont bei Verdun am 25./26. Februar 1916 dabei)
- Fußa. Battr. 555
- Fußa. Battr. 574
- Fußa. Battr. 595
- Fußa. Battr. 682
- Fußa. Battr. 745
- Fußa. Battr. 759
- Landwehr Fußa. Btl. 24, 42, 49
- Artillerie Messtrupp 15, 16, 17, 18, 19, 20
- Schall Messtrupp 9, 92, 101, 126

## Entstehung der einzelnen Teile des Regiments und Wechsel der Namen
- 1813–1816 1. Rheinische Artilleriebrigade
- 1816–1823 8. Artillerie-Brigade (Rheinische)
- 1823–1850 8. Artillerie-Brigade
- 1850–1860 8. Artillerie-Regiment
- 1860–1864 Rheinische Artillerie-Brigade Nr. 8
- 1864–1864 Rheinisches Festungs-Artillerie-Regiment Nr. 8
- 1864–1919 Rheinisches Fußartillerie-Regiment Nr. 8[7]

## Übersicht der Garnisonen
| 1. Batterie | 2. Batterie | 3. Batterie |
| --- | --- | --- |
| - 1816–1819 Saarlouis - 1819–1820 Trier - 1820–1821 Luxemburg - 1821–1822 Koblenz - 1822–1823 Luxemburg - 1823–1824 Koblenz - 1824–1825 Luxemburg - 1825–1826 Koblenz - 1826–1828 Luxemburg - 1828–1829 Mainz - 1829–1833 Luxemburg - 1833–1877 Koblenz und Ehrenbreitstein - Seit 1877 Metz | - 1816–1820 Trier - 1820–1826 Mainz - 1826–1828 Koblenz - 1828–1830 Luxemburg - 1830–1833 Kantonnement bei Koblenz - 1834–1877 Koblenz und Ehrenbreitstein - Seit 1877 Metz | - 1816–1834 Mainz - 1834–1857 Köln - 1857–1860 Jülich - 1860–1864 Ehrenbreitstein - 1864 Mai–Okt. Schleswig-Holstein - 1864–1877 Koblenz und Ehrenbreitstein - Seit 1877 Metz |

| 4. Batterie | 5. Batterie | 6. Batterie |
| --- | --- | --- |
| - 1816–1820 Mainz - 1820–1821 Trier - 1821–1828 Saarlouis - 1828–1877 Koblenz und Ehrenbreitstein - Seit 1877 Metz | - 1835–1860 Saarlouis - 1860–1865 Luxemburg - 1865–1866 Köln - 1866–1867 Luxemburg - 1867–1873 Saarlouis - Seit 1873 Metz | - 1860–1865 Luxemburg - 1865–1866 Köln - 1866–1867 Luxemburg - 1867–1873 Saarlouis - 1873–1899 Metz - 1899–1902 Diedenhofen - Seit 1902 Metz |

| 7. Batterie | 8. Batterie | 9. Batterie (alt)                                                                                             |
| --- | --- | --- |
| - 1860–1865 Luxemburg - 1865–1866 Koblenz - 1866–1867 Luxemburg - 1867–1871 Saarlouis - 1871–1873 Diedenhofen bzw. Mézières - Seit 1873 Metz | - 1860–1865 Luxemburg - 1865–1868 Saarlouis - 1868–1870 Ehrenbreitstein - 1871–1899 Diedenhofen - Seit 1899 Metz | - 1866–1868 Koblenz - 9. Batterie (neu) - 1902–1903 Diedenhofen - 1903–1908 Metz - Seit Okt. 1908 Diedenhofen |

| 10. Batterie (alt)                                                                         | 11. Batterie | 12. Batterie |
| ------------------------------------------------------------------------------------------ | --- | --- |
| - 1902–1903 Diedenhofen - 10. Batterie (neu) - 1903–1908 Metz - Seit Okt. 1908 Diedenhofen | - 1771–1809 Kolberg - 1809–1810 Berlin - 1811–1812 Swinemünde - 1813–1816 Altdamm - 1816–1865 Kolberg - 1865–1873 Stettin - 1873–1903 Swinemünde - Seit 1903 Diedenhofen | - 1865 Swinemünde - 1865–1870 Stralsund - 1871–1873 Toul - 1873–1884 Sonderburg - 1884–1903 Danzig - Seit 1903 Diedenhofen |

## Kommandeure (von 1864 bis 1916)
- 1864 bis 1. September 1865 --- Oberst von Kampß
- 1865 bis 20. Januar 1870 --- Oberst Hendewerk
- 1870 bis 15. August 1872 --- Oberst von Seel
- 1872 bis 11. Februar 1875 --- Oberst Zoellner
- 1875 bis 12. Januar 1878 --- Oberst von Lilienhoff-Zwowitzky
- 1878 bis 12. Dezember 1881 --- Oberst Mittelstaedt
- 1881 bis 11. November 1884 --- Oberst Jacobi
- 1884 bis 15. November 1887 --- Oberst von Mechow
- 1887 bis 17. Dezember 1891 --- Oberst Homeyer
- 1891 bis 18. August 1895 --- Oberst Wolff
- 1895 bis 18. August 1897 --- Oberstleutnant Tholen
- 1897 bis 14. Januar 1902 --- Oberst Lücker
- 1902 bis 18. Mai 1907 --- Oberst Splinter
- 1907 bis 21. Februar 1909 --- Oberstleutnant Güssefeld
- 1909 bis 17. April 1913 --- Oberstleutnant Breusing
- 1913 bis 5. Juli 1916 --- Generalmajor Carl Ehrke

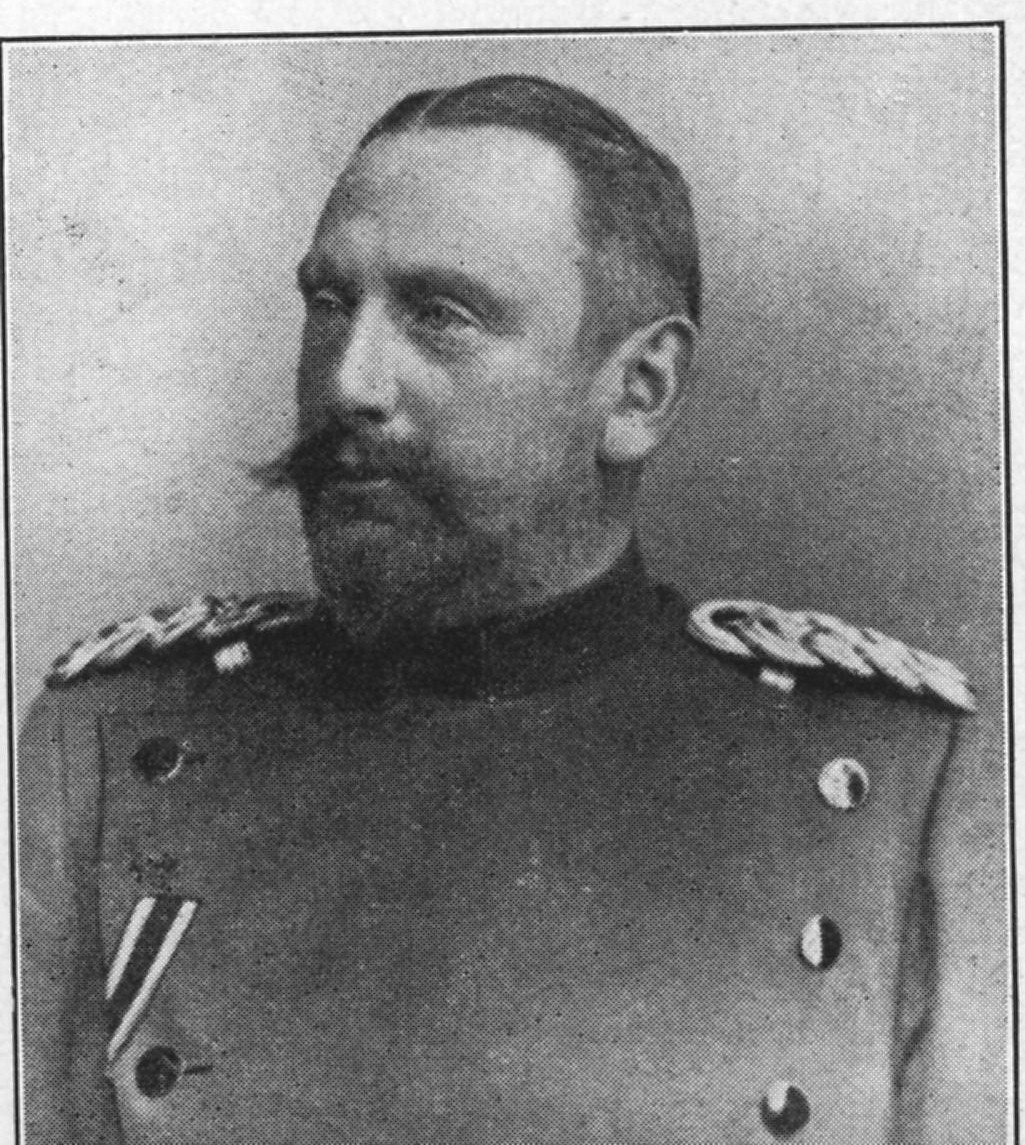
Oberst Hohmeyer
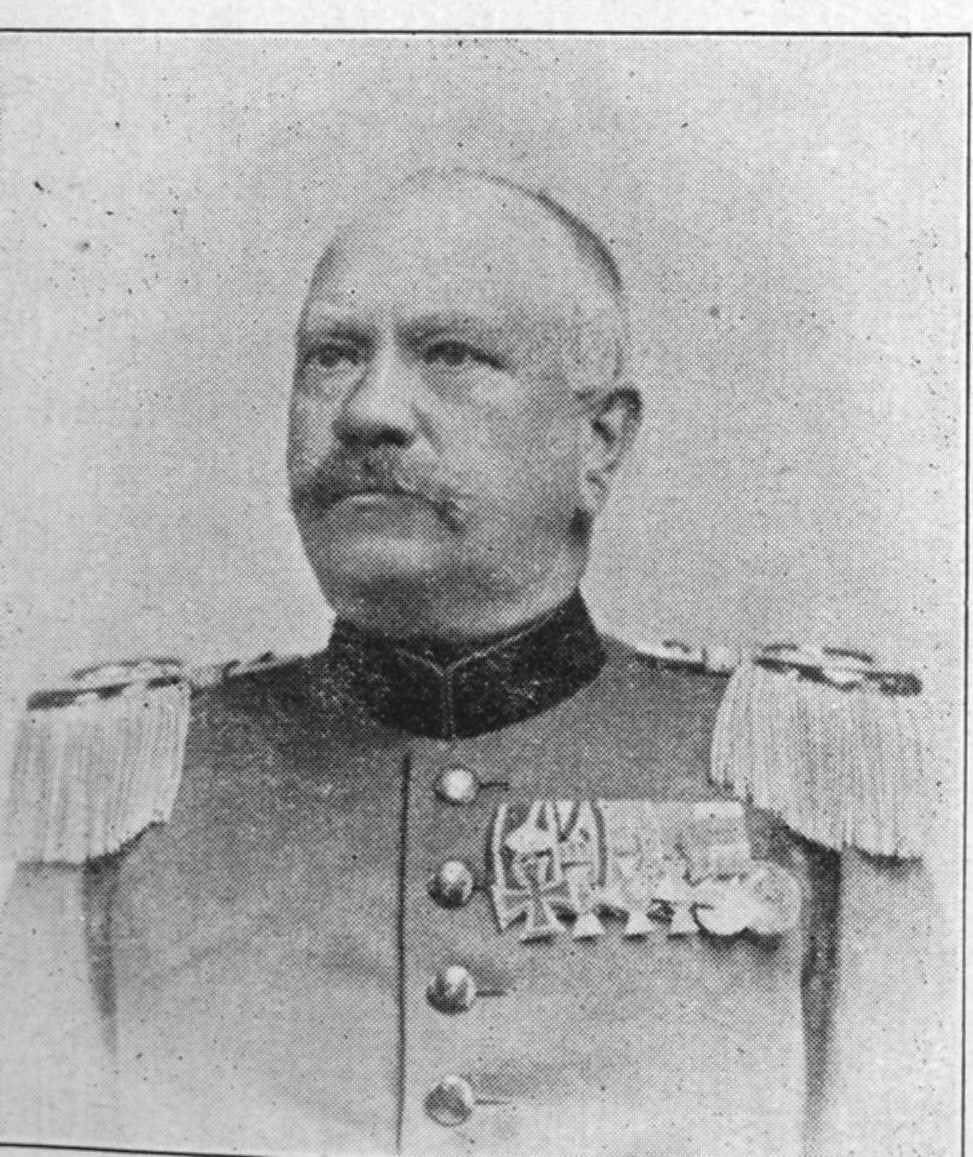
Oberst Lücker
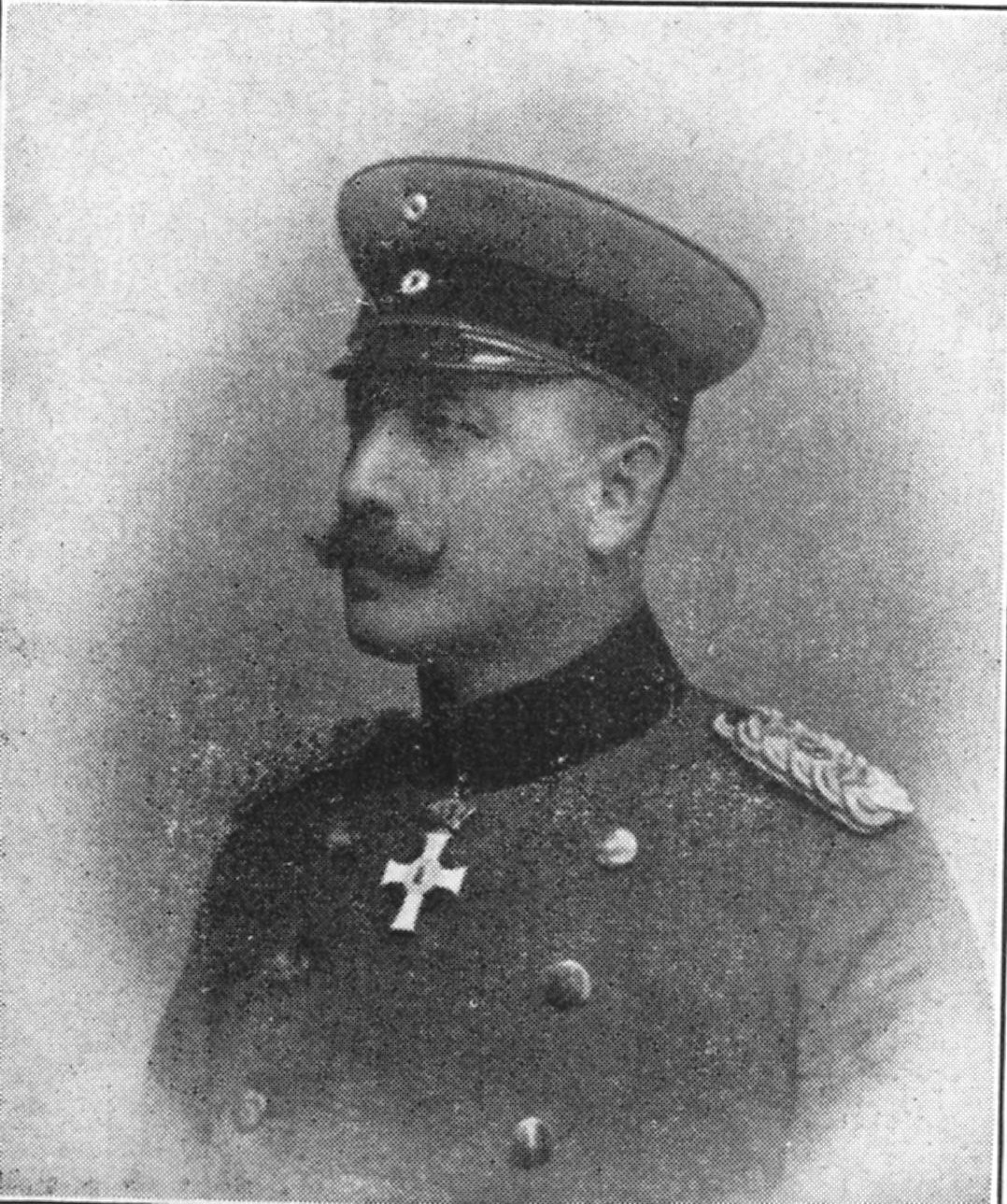
Generalmajor Splinter
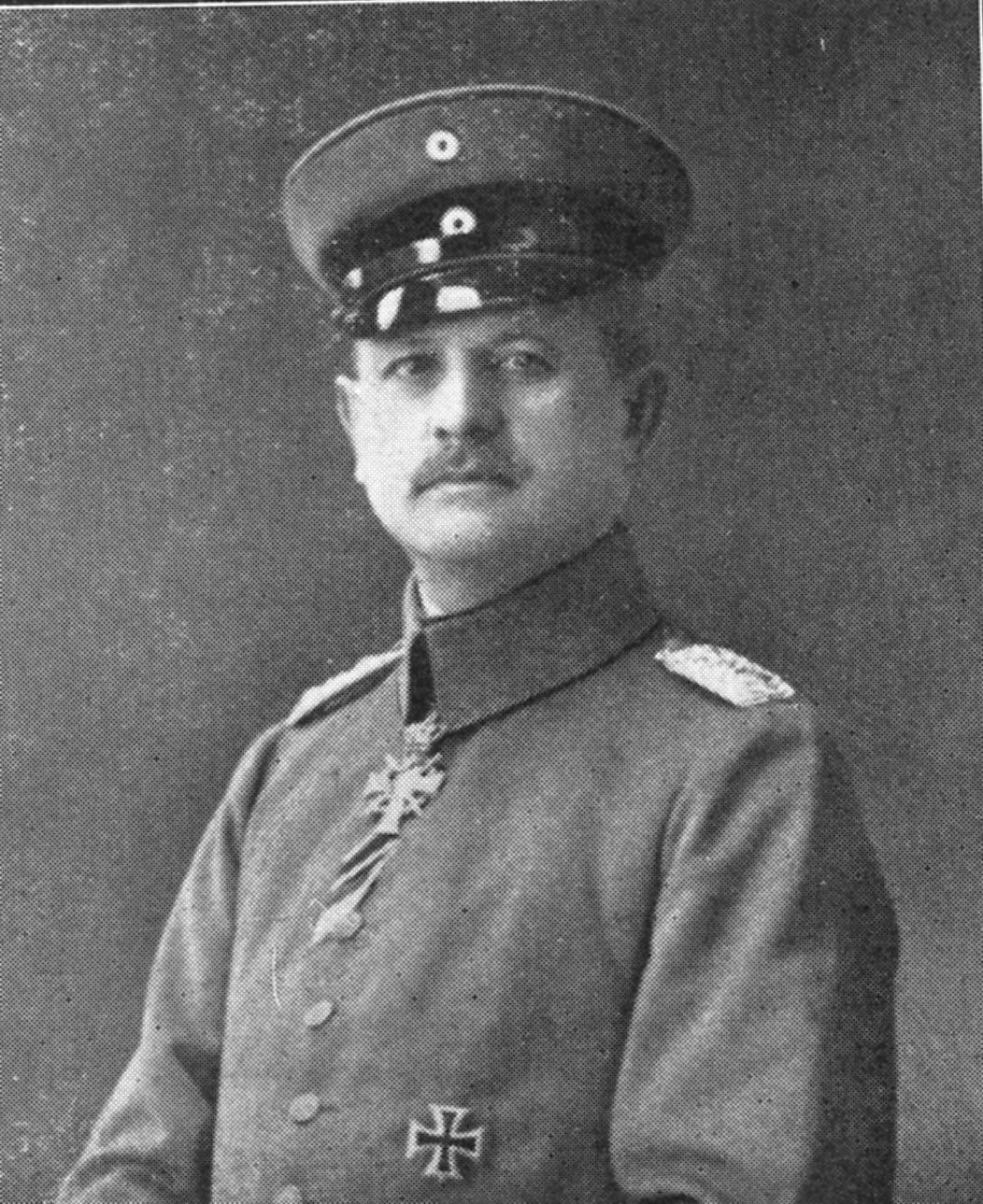
Generalmajor Ehrke
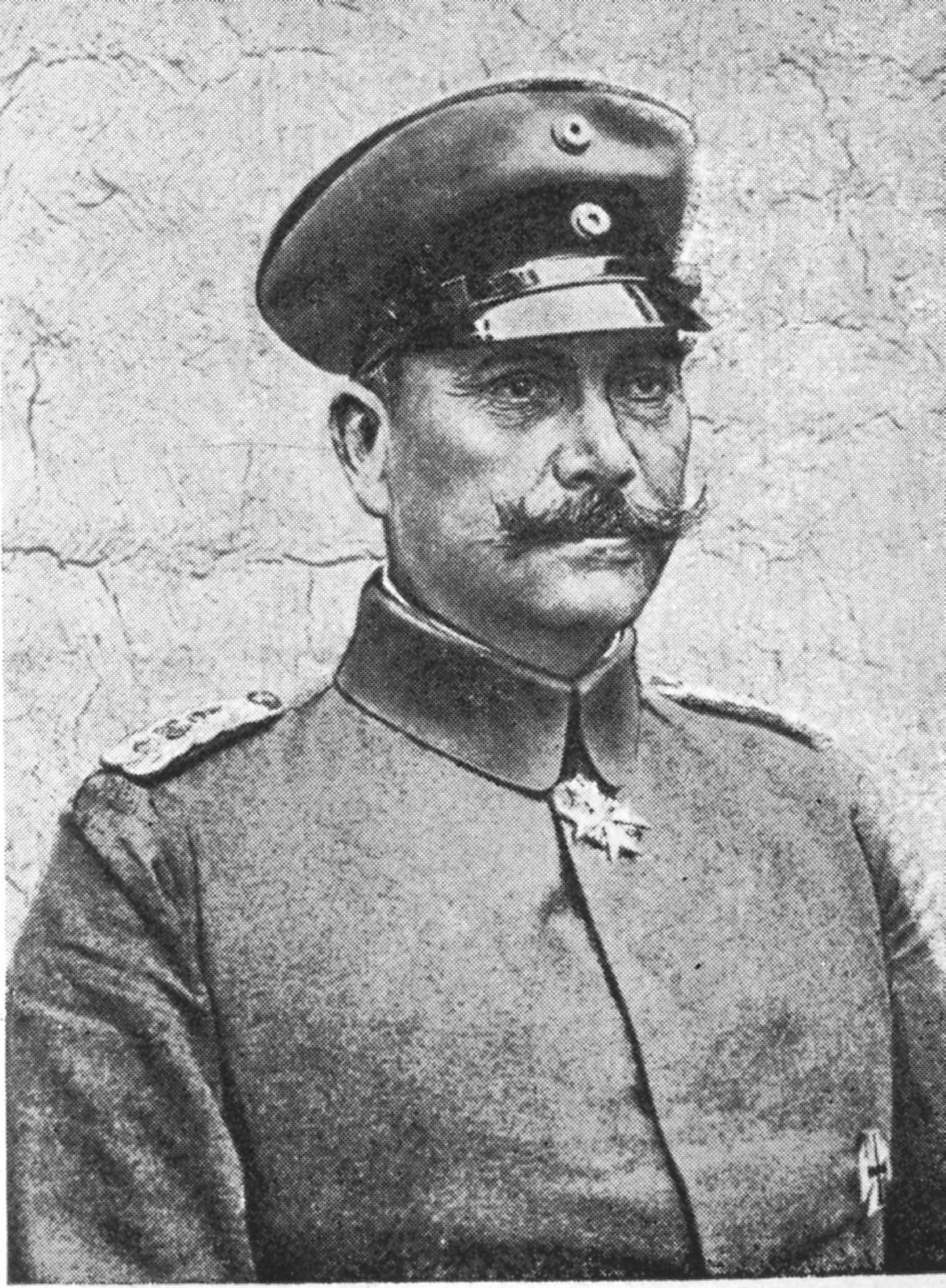
Oberst Bruchmüller

## Angehörige des Regimentes
- Georg Bruchmüller

## Tradition nach 1919
Die Tradition wurde in der Reichswehr durch die II. Abteilung des 5. Artillerie-Regiments und in der späteren Wehrmacht durch die 2. Batterie des Artillerieregimentes 70 übernommen. Nach 1919 entfiel die Trennung zwischen Fuß(Festungs)- und Feldartillerie.
Nach Oberst Bruchmüller wurde von der Wehrmacht die Kaserne der bespannten Artillerie in Lahnstein benannt. Sie bildet heute mit der benachbarten Deinses-Kaserne die „Deines-Bruchmüller“ Doppelkaserne.

## Denkmal
- Das Denkmal für die Gefallenen des Regiments wurde im Juni 1929 in Bad Honnef am Rhein enthüllt. Es stellt einen liegenden Löwen dar.

## Trivia
- Der Regimentsspruch des 8. Fußartillerie-Regiments war, neben dem für alle Artilleristen gültigen „Zu gleich!“, seit 1877 „Treu Metz alle Wege!“
- Regimentslied ab 1877 (Garnison Metz) war das seinerzeit populäre „O Deutschland hoch in Ehren“.
- Spitzname für die Angehörigen des Regiments war „Nasse Achter“. Eine Anspielung auf die rheinische Trinkfestigkeit der Artilleristen. (Dazu kam, dass in den Reichslanden Elsaß-Lothringen das Bier so billig war, wie nirgends sonst im Deutschen Reich. Womöglich einer der Gründe, weshalb auch viele Bayern ihren Dienst dort verrichten wollten.)